# Logique du sens
Logique du sens est un ouvrage du philosophe français Gilles Deleuze, paru aux Éditions de Minuit en 1969.
Composé de 34 « séries » de paradoxes, cet essai tente de développer une philosophie de l'événement et du devenir à partir d'une variation sur Alice au pays des merveilles de Lewis Carroll, le stoïcisme ou encore la psychanalyse. Puis sa réflexion se poursuit à travers une exégèse des œuvres de Pierre Klossowski, Michel Tournier, F. Scott Fitzgerald et Émile Zola.

## Table des matières
- Avant-propos : De Lewis Carroll aux Stoïciens
- Première série de paradoxes, du pur devenir
- 2e série de paradoxes, des effets de surface
- 3e série, de la proposition
- 4e série, des dualités
- 5e série, du sens
- 6e série, sur la mise en séries
- 7e série, des mots ésotériques
- 8e série, de la structure
- 9e série, du problématique
- 10e série, du jeu idéal
- 11e série, du non-sens
- 12e série, sur le paradoxe
- 13e série, du schizophrène et de la petite fille
- 14e série, de la double causalité
- 15e série, des singularités
- 16e série, de la genèse statique ontologique
- 17e série, de la genèse statique logique
- 18e série, des 3 images de philosophes
- 19e série, de l'humour
- 20e série, sur le problème moral chez les Stoïciens
- 21e série, de l'événement
- 22e série, porcelaine et volcan
- 23e série, de l'Aiôn
- 24e série, de la communication des événements
- 25e série, de l'univocité
- 26e série, du langage
- 27e série, de l'oralité
- 28e série, de la sexualité
- 29e série, les bonnes intentions sont forcément punies
- 30e série, du phantasme
- 31e série, de la pensée
- 32e série, sur les différentes espèces de séries
- 33e série, des aventures d'Alice
- 34e série, de l'ordre primaire et de l'organisation secondaire

### Appendices
- Simulacre et philosophie antique : 
  - I. Platon et le simulacre.
  - II. Lucrèce et le simulacre.
- Phantasme et littérature moderne : 
  - III. Klossowski ou les corps-langage.
- Logique du sens : 
  - IV. Michel Tournier et le monde sans autrui.
  - V. Zola et la fêlure.